# Joseph Wright jr.
Joseph George Harris Wright jr. (28. marts 1906 i Toronto – 7. juni 1981) var en canadisk roer som deltog i de olympiske lege 1928 i Amsterdam og 1932 i Los Angeles.
Wright vandt en sølvmedalje i roning under Sommer-OL 1928 i Amsterdam. Sammen med Jack Guest kom han på en andenplads i dobbelsculler efter Paul Costello og Charles McIlvaine fra USA
Wright var søn af Joseph Wright som vandt en sølv- og en bronzemedalje i roning under Sommer-OL 1904 i St. Louis og 1908 i London.